# كاثرين بينيت
كاثرين بينيت (بالإنجليزية: Katherine Bennett)‏ هي منافسة ألعاب القوى أمريكية، ولدت في 17 أكتوبر 1922، وتوفيت في 20 ديسمبر 2009.